# Ariadne (planetoïde)
(43) Ariadne is een planetoïde gelegen in de planetoïdengordel tussen de banen van de planeten Mars en Jupiter. Ariadne beschrijft een ellipsvormige baan rond de zon die iets meer dan 3° helt ten opzichte van de ecliptica. Tijdens een omloop varieert de afstand tot de zon tussen de 1,834 en 2,573 astronomische eenheden.
Indien Ariadne zich tijdens opposities in de buurt van haar perihelium bevindt, kan ze vanaf de aarde een schijnbare helderheid van +8,8 hebben. Ze is dan met een eenvoudige amateur-telescoop te vinden.

## Ontdekking en naamgeving
Ariadne werd op 15 april 1857 ontdekt door de Engelse astronoom Norman Robert Pogson in Oxford. Pogson ontdekte eerder planetoïde (42) Isis en zou in totaal acht planetoïden ontdekken.
Ariadne is genoemd naar de heldin Ariadne, in de Griekse mythologie de dochter van koning Minos van Kreta.

## Eigenschappen
Ariadne wordt door spectraalanalyse ingedeeld bij de S-type planetoïden. S-type planetoïden hebben een relatief hoog albedo (en daarom een helder oppervlak) en bestaan grotendeels uit ijzer- en magnesiumhoudende silicaten en metalen. Ariadne draait in 5,763 uur om haar eigen as.
Ariadne heeft een zeer langgerekte en onregelmatige vorm met een lange as van 95 km en een korte as van 50 km. Haar draaias staat in de richting van de ecliptische coördinaten (β, λ) = (-15°, 253°), met een onzekerheid van 10°. Dat betekent dat de as vrijwel in het vlak van de ecliptica ligt.
Ariadne is na (8) Flora het grootste lid van de Florafamilie, een groep planetoïden die vermoedelijk allen bij dezelfde grote botsing of inslag zijn ontstaan.